# مارنیو
مارنیو (به ایتالیایی: Margno) یک کومونه در ایتالیا است که در استان لکو واقع شده‌است.

## خصوصیات
مارنیو ۳٫۷ کیلومترمربع مساحت و ۳۶۶ نفر جمعیت دارد و ۷۳۰ متر بالاتر از سطح دریا واقع شده‌است.